# رودخانه بماریوو
رودخانه بماریوو (به لاتین: Bemarivo River) یک رود در ماداگاسکار است که در ساوا (ماداگاسکار) واقع شده‌است.